# モノフェノールモノオキシゲナーゼ
モノフェノールモノオキシゲナーゼ（monophenol monooxygenase）は、フェノール（チロシン）を酸化する酵素である。銅を含み動植物の組織に存在する。チロシンを酸化させることによりメラニンやその他色素を合成する。皮を剥いたりスライスしたりしたジャガイモが黒くなるのはこの酵素のためである。チロシナーゼ（tyrosinase）とも呼ばれる。

## 病理学
モノフェノールモノオキシゲナーゼ遺伝子の突然変異は、17,000人に1人の割合で発症する遺伝病で、モノフェノールモノオキシゲナーゼが機能しなくなりタイプIの眼皮膚白皮症を引き起こす。

## 酵素反応
モノフェノールモノオキシゲナーゼは酸素分子を用いてチロシンやドーパのようなフェノール類を酸化する。反応後は目的物と水が生成する。